# Boudouaou
Boudouaou là một đô thị thuộc tỉnh Boumerdès, Algérie. Dân số thời điểm năm 2002 là 54.401 người.